# Trường Quản lý Yale
Trường Quản lý Yale (Yale School of Management) là trường kinh doanh đào tạo sau đại học trực thuộc Đại học Yale nằm ở thành phố New Haven, bang Connecticut, Hoa Kỳ. Trường cấp bằng Thạc sĩ Quản trị kinh doanh (MBA), MBA cho nhà quản lý, Thạc sĩ Quản lý Nâng cao (MAM), bằng Thạc sĩ về Rủi ro hệ thống (SR), bằng Thạc sĩ về Kinh doanh và Xã hội toàn cầu (GBS), bằng Thạc sĩ về Quản lý tài sản (AM), và các bằng Tiến sĩ (Ph.D.) cũng như các văn bằng song song với 9 chương trình đào tạo sau đại học khác tại Đại học Yale. Tính đến tháng 8 năm 2021, có 666 học viên đã đăng ký chương trình MBA, 134 học viên đăng ký chương trình EMBA, 70 học viên chương trình MAM, 32 học viên chương trình Thạc sĩ nghiên cứu kinh doanh toàn cầu, và 59 học viên chương trình PhD; 122 học viên theo đuổi chương trình song bằng. Trường có 90 cán bộ giảng dạy toàn thời gian và đứng đầu là GS. Kerwin Kofi Charles.

## Cựu học viên tiêu biểu
Tính đến năm 2019, trường đã có tổng cộng trên 8.692 cựu học viên.
- Bradley Abelow – Tổng giám đốc điều hành của MF Global, Inc., và giai đoạn 2010-2011 được vinh danh trong Donaldson Fellow
- Beth Axelrod – Phó Chủ tịch cấp cao của eBay và giai đoạn 2014-2015 được vinh danh trong Donaldson Fellow
- Adam Blumenthal – Giám đốc thành viên hợp danh của Blue Wolf Capital Management và giai đoạn 2008-2009 được vinh danh trong Donaldson Fellow
- Laszlo Bock – CEO và đồng sáng lập Humu; cựu Phó Chủ tịch của People Operations, Google, và giai đoạn 2008-2009 được vinh danh trong Donaldson Fellow
- Roger H. Brown – Hiệu trưởng trường Berklee College of Music
- Joaquin Avila – Thành viên quản lý tại EMX Capital, cựu Thủ quỹ tại Carlyle Group Mê-hi-cô, cựu Giám đốc điều hành và đứng đầu Latin America tại Lehman Brothers và giai đoạn 2016-2017 được vinh danh trong Donaldson Fellow.
- Tim Collins – CEO và sáng lập viên của Ripplewood Holdings LLC
- Curtis Chin – Asia Fellow, Milken Institute, và giai đoạn 2018-2019 là Donaldson Fellow
- David S. Daniel – CEO của Spencer Stuart & Co.
- Michael R. Eisenson – CEO kiêm Giám đốc điều hành và đồng sáng lập của Charlesbank Capital Partners
- Donald Gips – Đại sứ Hoa Kỳ tại Nam Phi
- Anne Glover – CEO và đồng sáng lập của Amadeus Capital Partners
- Andrew K. Golden – Chủ tịch Princeton University Investment Company
- Seth Goldman – CEO và Chủ tịch Honest Tea; Chủ tịch HĐQT của Beyond Meat
- John D. Howard – CEO của Irving Place Capital (tên cũ là Bear Stearns Merchant Banking)
- Mary Ellen Iskenderian – CEO kiêm Chủ tịch Women's World Banking
- Martha N. Johnson – Administrator, United States General Services Administration
- Trish Karter – người sáng lập Dancing Deer Baking Co.
- Susan Kilsby – Chủ tịch HĐQT của Shire[6]
- Ned Lamont – Chủ tịch HĐQT của Lamont Digital Systems, Thống đốc thứ 89 của bang Connecticut (Hoa Kỳ)
- Trương Lỗi – Nhà sáng lập và Giám đốc điều hành của Hillhouse Capital Group, quyên góp 8.888.888 đô cho Trường Quản lý Yale
- Austin Ligon – Đồng sáng lập và là CEO đã về hưu của CarMax
- Nguyễn Văn Long – CEO và là người sáng lập Kaila Group
- Constance McKee – CEO kiêm Chủ tịch và là nhà sáng lập Asilomar Pharmaceuticals
- Jane Mendillo – CEO kiêm Chủ tịch Harvard Management Company
- Wendi Deng Murdoch – Giám đốc của MySpace Trung Quốc; cựu Phó Chủ tịch News Corporation; phu nhân của Rupert Murdoch
- Ranji H. Nagaswami – Chief Investment Officer, AllianceBernstein Fund Investors
- Indra Nooyi – cựu CEO tại PepsiCo, Inc.
- Ken Ofori-Atta – Executive Chairman và đồng sáng lập Databank Financial Services, Ltd. (Ghana), và giai đoạn 2010-2011 được vinh danh trong Donaldson Fellow
- Ann Olivarius – Chủ tịch HĐQT của McAllister Olivarius, và giai đoạn 2016-2017 là Donaldson Fellow
- Hilary Pennington – Giám đốc giáo dục, Postsecondary Success, Special Initaitives, U.S. Programs, Bill & Melinda Gates Foundation, và giai đoạn 2010-2011 là Donaldson Fellow
- Bobby Sager – Nhà từ thiện on whom the title character of NBC TV show The Philanthropist is loosely based
- Ashwin Sanghi – tác giả của Chanakya's Chant The Rozabal Line
- John L. Thornton – Giáo sư và là Giám đốc khoa Lãnh đạo Toàn cầu tại Tsinghua University; cố vấn cấp cao và là cựu Chủ tịch và Co-COO, Goldman Sachs
- Chad Troutwine – CEO và đồng sáng lập của Veritas Prep
- Daniel Weiss – CEO tại Metropolitan Museum of Art; Hiệu trưởng cũ của Haverford College; Hiệu trưởng cũ của Lafayette College